# Бернар Септимански
Бернар от Септимания (на френски: Bernard de Septimanie; на испански: Bernardo de Septimania, * 795, † 14 февруари 844) е княз и водещ държавник от вестготски произход в двора на император Лудвиг Благочестиви.
През 826 г. Бернар е граф на Осона, до 830 г. граф на Отун, от 826 до 832 г. граф на Барцелона и Жирона, от 828 до 832 г. херцог на Септимания и Готия, граф на Нарбона. През 832 г. той е в немилост и загубва до 835 всичките с титли. През 835 г. той отново има титлите си и до 844 г. е също граф на Тулуза, от 837 до 844 г. граф и на Каркасон.

## Биография
Той е син на граф Вилхелм от Аквитания (754 – 812) от наречения на него род Вилхелмиди, и втората му съпруга Витберга (също Витбургис или Гуитбурга) († пр. 795). Бернар (Бернхард) е кръщелник на император Карл Велики.
През август 829 г. император Лудвиг Благочестиви го извиква в кралския двор и той става възпитател на синът му Карл II Плешиви. Бернар оставя управлението на графствата си на брат си Госелм. Съвсем скоро се разпространява слух, че Бернар изневерява с императрица Юдит Баварска. Той напуска кралския двор и се връща в Септимания и Готия. Брат му Хериберт от Виварес, който остава в двора, е ослепен и заточен в Италия.
През ноември 831 г. Пипин I от Аквитания се бунтува против баща си и Бернар го подкрепя. В началото на 832 г. Лудвиг Благочестиви започва поход против въстаналия си син. Беренгар (граф на Тулуза), нахлува в собственостите на Бернар. През октомври 832 г. Пипин I († 838) и Бернар се явяват пред императора. Пипин е свален и изгонен в Трир. Царството му е дадено на Карл Плешиви. Бернхард е обвинен в невярност и загубва всичките си собствености в Септимания и Готия, които получава Беренгар. През 835 – 844 г. той получава обратно собственостите си.
През 842 г. Бернар се бунтува с Пипин II. През 844 г. Бернар е заловен от императораската войска, която го завежда през май 844 г. при Карл Плешиви, който нарежда да го обезглавят. След един месец, на 14 юни 844 г., синът на Бернар, Вилхелм и Пипин II, нанасят в битка тежка загуба на Карл Плешиви.

## Фамилия
На 24 юни 824 г. Бернар се жени в Аахен за Дуода (* 800, † сл. 843), дъщеря на Санчо I Луп, херцог на Жирона. Те имат децата:
- Вилхелм от Септимания († 850)
- Бернард Плантвелю († 885/886), граф на Отун, Родез и Оверн
- Регелинда, омъжена за Вулгрин I († 886), граф на Ангулем